# کیزلبرون
کیزلبرون (به آلمانی: Kieselbronn) یک شهر در آلمان است که در انتسکرایس واقع شده‌است. کیزلبرون ۲٬۹۸۴ نفر جمعیت دارد.